# Impeachment negli Stati Uniti

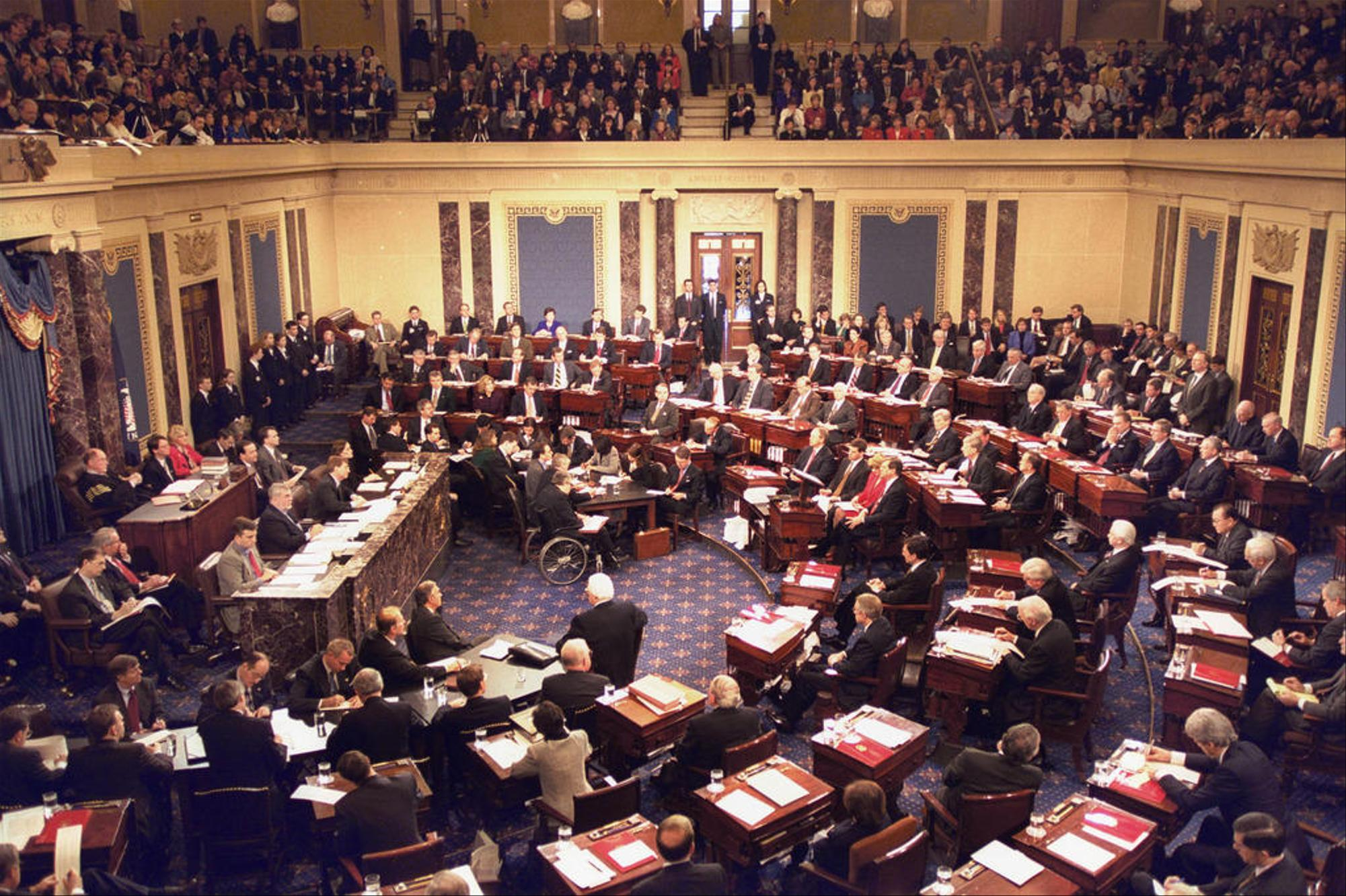
Il processo per l'impeachment del presidente Bill Clinton nel 1999.

L'impeachment negli Stati Uniti è il processo attraverso il quale la camera bassa muove denuncia contro un funzionario di governo civile per crimini che si presume siano stati commessi, analogamente alla presentazione di un'accusa da parte di un gran giurì. A livello federale, la messa in stato di impeachment è compito della Camera dei Rappresentanti, mentre la decisione finale spetta al Senato.

## Storia
Memori del procedimento con cui, nel 1649, il re Carlo I fu processato dinanzi al Rump Parliament, i delegati alla Convenzione costituzionale del 1787 decisero d'includere una procedura di impeachment nell'Articolo II, Sezione 4 della Costituzione degli Stati Uniti d'America, che potesse essere applicata a qualsiasi funzionario governativo; menzionarono esplicitamente il Presidente per garantirsi che non ci fosse alcuna ambiguità. Le opinioni divergevano, tuttavia, sulle ragioni per cui il Congresso poteva avviare la procedura di impeachment. Le bozze iniziali elencavano solo tradimento e corruzione, ma George Mason preferiva l'impeachment per "cattiva amministrazione" (incompetenza). James Madison sosteneva che l'impeachment doveva essere appellato solo in caso di comportamento criminale, sostenendo che uno standard di cattiva amministrazione significherebbe effettivamente che il Presidente sarebbe stato alla mercé del Senato. Così i delegati adottarono una versione di compromesso che consentiva l'incriminazione per "tradimento, corruzione e altri reati gravi".
Il significato preciso della frase "e altri reati gravi" è alquanto ambiguo; alcuni studiosi, come Kevin Gutzman, sostengono che può comprendere anche abusi di potere non penali. Qualunque sia il suo ambito teorico, tuttavia, il Congresso considera tradizionalmente l'impeachment come un potere da usare solo in casi estremi. In effetti, dal 1789 ad oggi, la Camera dei Rappresentanti ha avviato solo 62 procedimenti di impeachment, di cui due casi non sono giunti a processo perché gli accusati avevano lasciato l'incarico.
Anche il livello di prova richiesto per l'impeachment e la condanna è lasciato alla discrezione dei singoli Rappresentanti e Senatori, rispettivamente.
Sono stati 19 gli impeachment effettivi di ufficiali federali. Di questi, 15 erano giudici federali: tredici giudici del tribunale distrettuale, una corte del giudice di appello e una di un giudice della Corte suprema. Degli altri quattro, due erano presidenti, uno era un segretario di gabinetto e uno era un senatore degli Stati Uniti. Dei 19 funzionari incriminati, otto sono stati condannati. Uno, l'ex giudice Alcee Hastings, è stato eletto membro della Camera dei rappresentanti degli Stati Uniti dopo essere stato rimosso dall'incarico.
L'impeachment del 1797 del senatore William Blount del Tennessee trovò una fase d'arresto a causa del fatto che il Senato non aveva giurisdizione su di lui. Nessun altro membro del Congresso fu mai messo sotto accusa. La Costituzione conferisce autorità al Senato e alla Camera, in modo che ogni organo possa espellere i propri membri. L'espulsione assolve l'individuo dalla sua funzione di rappresentante o senatore a causa del suo comportamento scorretto, ma a differenza dell'impeachment, l'espulsione non può comportare l'esclusione di un individuo dal ricoprire un ufficio futuro.

## Normativa
A livello federale, l'Articolo I, Sezione 2, Clausola 5 della Costituzione concede alla Camera dei Rappresentanti "il solo potere di impeachment", e l'Articolo I, Sezione 3, Clausola 6 concede al Senato "l'unica facoltà di provare tutti gli impeachment". Nel prendere in considerazione gli articoli di impeachment, la Camera è obbligata a basare qualsiasi accusa sugli standard costituzionali specificati nell'Articolo II, Sezione 4: "Il Presidente, il Vicepresidente e tutti gli ufficiali civili degli Stati Uniti saranno rimossi dall'incarico su Impeachment a causa di, e su condanna per, tradimento, corruzione o altri crimini e misfatti."
L'accusa può anche avvenire a livello statale. La legislazione di ogni stato può mettere sotto accusa funzionari statali, incluso il governatore, in conformità con la loro rispettiva costituzione statale.
La maggior parte degli impeachment ha riguardato presunti crimini commessi durante la carica, anche se ci sono stati alcuni casi in cui i funzionari sono stati incriminati e successivamente condannati per crimini commessi prima del loro insediamento. Il funzionario incriminato rimane in carica fino a quando si svolge un processo. Il processo, così come la rimozione dall'incarico se condannati, non prescinde dall'atto dell'impeachment stesso. Analogamente a un processo davanti a un giudice e una giuria, questi procedimenti sono condotti dalla camera alta della legislatura, che a livello federale è il Senato.

## Impeachmentfederale
Il numero di funzionari federali incriminati dalla Camera dei rappresentanti comprende tre presidenti: Andrew Johnson, Bill Clinton e Donald Trump (tutti assolti). Trump è stato il primo presidente nella storia a subire due processi di impeachment, nel 2019 e nel 2021 (venne assolto in entrambi i casi). Inoltre, nel 1973 venne avviato un processo di impeachment contro Richard Nixon (per lo scandalo Watergate), ma non completato, in quanto il presidente si dimise dall'incarico prima che la Camera votasse le motivazioni dell'impeachment. Ad oggi, nessun presidente è ancora stato rimosso dall'incarico attraverso un impeachment.

### Camera dei Rappresentanti
Le procedure di impeachment possono essere avviate da un membro della Camera dei Rappresentanti di propria iniziativa, sia presentando un elenco delle accuse sotto giuramento o richiedendo il rinvio alla commissione competente. Il processo di impeachment può essere avviato anche da non membri. Ad esempio, quando la Conferenza giudiziaria degli Stati Uniti suggerisce che un giudice federale venga messo in stato di impeachment, l'accusa di comportamenti che costituiscono validi motivi di impeachment può provenire da un procuratore speciale, dal presidente, dalla legislatura statale o territoriale, dal grand jury o da una petizione.
Il tipo di risoluzione di un impeachment determina il comitato a cui viene riferito. Ad esempio, una risoluzione che accusa un particolare individuo è solitamente riferita al Comitato della Camera sulla Magistratura. Una risoluzione per autorizzare un'indagine riguardante una condotta inoppugnabile è deferita alla Commissione per le norme della Camera e quindi al Comitato Giudiziario. Il Comitato della Camera sul potere giudiziario, con voto a maggioranza, determinerà se esistano motivi di impeachment. Se il Comitato trova i presupposti per l'impeachment, presenterà specifiche accuse di cattiva condotta in uno o più articoli di impeachment. La Risoluzione di Impeachment o gli Articoli di Impeachment sono quindi riportati alla Camera con le raccomandazioni del comitato.
A questo punto, la Camera discute la risoluzione e può considerare la risoluzione nel suo insieme o votare individualmente ciascun articolo di impeachment. È necessaria una maggioranza semplice dei presenti e delle votazioni per ciascun articolo affinché la risoluzione nel suo complesso passi. Se l'Assemblea vota per l'impeachment, i manager sono selezionati per presentare il caso al Senato.  Questi manager sono all'incirca l'equivalente del pubblico ministero o del procuratore distrettuale in un processo penale standard.
Inoltre, la Camera adotterà una risoluzione per informare il Senato della sua azione. Dopo aver ricevuto l'avviso, il Senato invia quindi un ordine di notifica alla Camera che è pronto a ricevere i manager. I manager della Camera appaiono quindi davanti alla barra del Senato e mostrano gli articoli di impeachment. Dopo aver letto le accuse, tornano e fanno una relazione verbale alla Camera.

### Senato

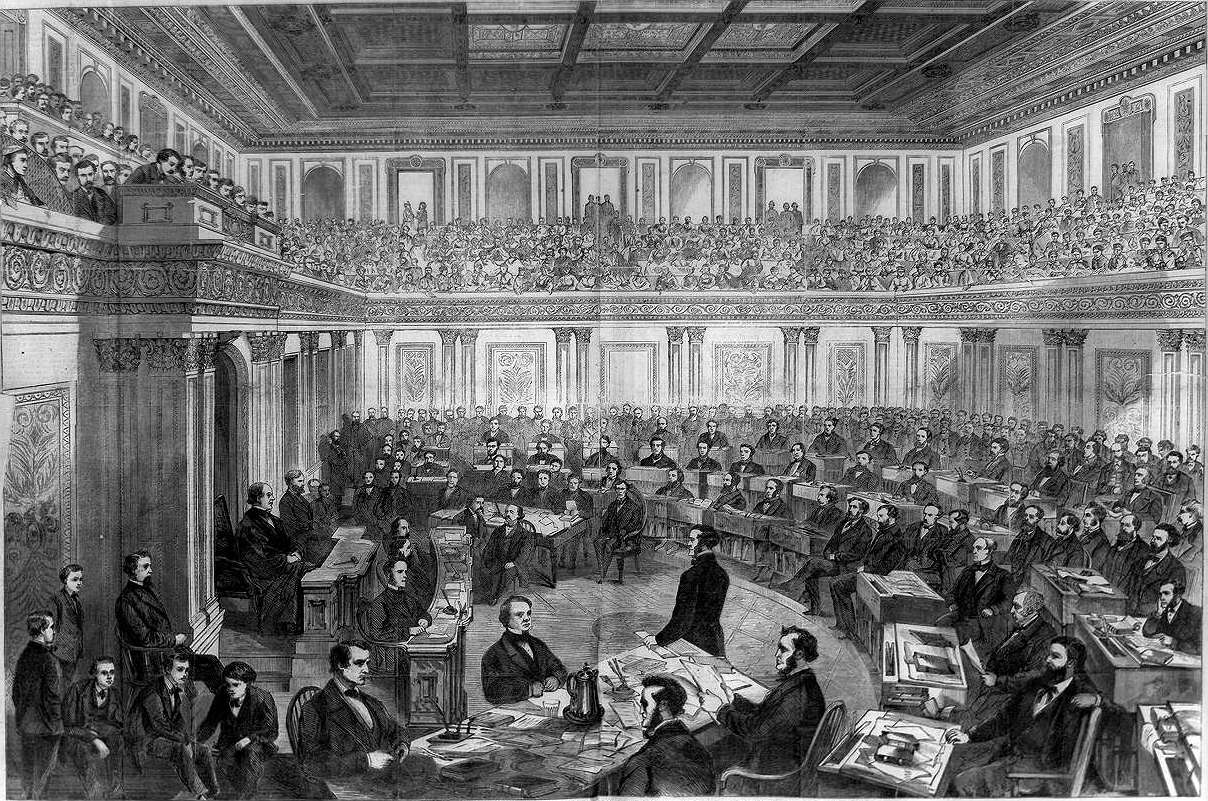
Il processo per impeachment del presidente Andrew Johnson nel 1868.

Il procedimento si svolge sotto forma di processo, con ciascuna delle parti che ha il diritto di chiamare testimoni ed eseguire esami incrociati. I membri della Camera, che ricevono il titolo collettivo di manager nel corso del processo, presentano i motivi dell'accusa, e l'ufficiale incriminato ha il diritto di presentare una linea difensiva anche con l'aiuto dei propri avvocati. I senatori devono anche prestare giuramento che svolgeranno i loro doveri in modo onesto e con la dovuta diligenza. Dopo aver ascoltato le accuse, il Senato decide solitamente in privato. La Costituzione richiede una maggioranza di due terzi per condannare una persona che viene incriminata. Il Senato presenta le motivazioni della sua decisione, sia che si tratti di condanna che di assoluzione, e una copia della sentenza è depositata presso il Segretario di Stato. Dopo la condanna al Senato, il funzionario viene automaticamente rimosso dal suo incarico e può anche essere escluso dal ricoprire un incarico pubblico in futuro. Il processo non è un vero procedimento penale e ricorda più da vicino un appello per la cessazione del servizio civile in termini di privazione contemplata. Pertanto, il funzionario rimosso può ancora essere passibile di procedimento penale. Il Presidente non può concedere la grazia nel caso di impeachment, ma ne ha l'opportunità riguardo a qualsiasi processo penale federale che ne potrebbe conseguire.
A partire dagli anni '80 con Harry E. Claiborne, il Senato ha iniziato a servirsi di "commissioni per la valutazione dell'impeachment" ai sensi della Legge XI del Senato. Queste commissioni presiedevano la fase probatoria dei processi, ascoltando le prove e supervisionando l'esame e il controinterrogatorio dei testimoni. I comitati avrebbero quindi compilato la documentazione probatoria e l'avrebbero presentata al Senato; tutti i senatori avevano quindi l'opportunità di rivedere le prove prima che la Camera votasse per condannare o assolvere. Lo scopo dei comitati era quello di semplificare le prove di impeachment, che altrimenti avrebbero occupato gran parte del tempo della Camera. Gli imputati hanno contestato l'uso di questi comitati, sostenendo che erano una violazione al loro diritto a un processo equo in quanto questo non soddisfaceva il requisito costituzionale per i loro casi. Diversi giudici imputati, tra cui il giudice distrettuale Walter Nixon, hanno chiesto l'intervento del tribunale nel loro procedimento di impeachment per tale motivo. In Nixon vs. United States (1993), la Corte Suprema stabilì che la magistratura federale non poteva riesaminare tali procedimenti, poiché le questioni relative ai processi di impeachment erano questioni politiche e non potevano essere risolte nei tribunali.

### Proposte di impeachment
Mentre l'impeachment di un pubblico ufficiale federale è un evento raro, le richieste di impeachment, in particolare di presidenti, sono comuni, fin dall'amministrazione di George Washington a metà degli anni '90 del 1700.
Mentre quasi tutti erano per la maggior parte frivoli e sono stati rigettati non appena proposti, molti hanno avuto l'effetto desiderato. Il Segretario del Tesoro Andrew Mellon e il Giudice della Corte Suprema Abe Fortas si sono entrambi dimessi in risposta alla minaccia di consultazioni in merito al loro impeachment e, fatto ancor più noto, il Presidente Richard Nixon si è dimesso dall'incarico dopo che il Comitato Giudiziario della Camera aveva già presentato articoli di impeachment.